# Bomba de cobalto (arma)
En contexto militar, una bomba de cobalto es un arma nuclear del tipo de las «bombas saladas» diseñada para producir una mayor lluvia radiactiva, destinada a contaminar un área grande con material radiactivo . El concepto de una bomba de cobalto fue originalmente descrito en un programa de radio por el físico Leó Szilárd el 26 de febrero de 1950. Su intención no era proponer que se construyera tal arma, sino mostrar que la tecnología de armas nucleares pronto llegaría al punto en que podría terminar con la vida humana en la Tierra. Dichas armas «saladas» fueron investigadas seriamente, pero no desplegadas. En la edición de 1964 del libro del Departamento de Defensa de los Estados Unidos Los efectos de las armas nucleares, una nueva sección titulada guerra radiológica aclaró el problema del «dispositivo del fin del mundo».
La Federación Rusa supuestamente ha desarrollado ojivas de cobalto para usar con sus torpedos nucleares del Sistema Multipropósito Oceánico Status-6. Sin embargo, muchos comentaristas dudan de que este sea un proyecto real y consideran que es más probable que se trate de una filtración para intimidar a los Estados Unidos. Entre otros comentarios al respecto, Benjamin Delgado Herrera escribió un artículo en el que dice que «los responsables de la toma de decisiones rusas tendrían poca confianza en que estas áreas estarían en los lugares previstos»  y los expertos militares rusos dicen que «los torpedos robóticos podría tener otros propósitos, como entregar equipos de aguas profundas o instalar dispositivos de vigilancia».
La prueba de la Operación Antler/Round 1 realizada por los británicos en el sitio de Tadje (en el rango de Maralinga Australia), el 14 de septiembre de 1957, probó una bomba usando gránulos de cobalto como marcador radioquímico para estimar el rendimiento. Esto se consideró un fracaso y el experimento no se repitió. En Rusia, la triple prueba de salva nuclear «taiga», como parte del proyecto preliminar del Canal Pechora-Kama de marzo de 1971, produjo cantidades relativamente altas de cobalto-60 (60Co o Co-60) del acero que rodeaba los dispositivos Taiga. Con esta fusión, el producto de activación de neutrones es responsable de aproximadamente la mitad de la dosis gamma al año 2011 en el sitio de prueba. Este alto porcentaje de contribución se debe en gran parte a que los dispositivos no se basaron en absoluto en las reacciones de fisión y, por lo tanto, la cantidad de residuos de cesio-137 que emiten gamma es relativamente baja. La vegetación fotosintética existe alrededor del lago que se formó.

## Mecanismo
Se podría fabricar una bomba de cobalto colocando una cantidad de metal de cobalto 59 (59Co) alrededor de una bomba termonuclear . Cuando la bomba explota, los neutrones producidos por la reacción de fusión en la etapa secundaria de la explosión de la bomba termonuclear transmutarían el cobalto 59 en cobalto radioactivo 60, que sería vaporizado por la explosión. El cobalto se condensaría y volvería a caer a la Tierra con el polvo y los escombros de la explosión, contaminando el suelo. 
El cobalto-60 depositado tendría una vida media de 5.27 años, decayendo en 60Ni y emitiendo dos rayos gamma con energías de 1.17 y 1.33 MeV. 
El níquel-60 es un isótopo estable y no sufre más desintegraciones después de emitir los rayos gamma. 
La vida media de 5.27 años del 60Co es lo suficientemente larga como para permitir que se asiente antes de que ocurra una descomposición significativa, y para que sea poco práctico esperar en los refugios a que se descomponga, pero lo suficientemente corto como para producir una radiación intensa. Muchos isótopos son más radiactivos (oro-198, tántalo-182, zinc-65, sodio-24 y muchos más), pero se descompondrían más rápido, lo que posiblemente permitiría a alguna población sobrevivir en refugios.

## Las consecuencias de las bombas de cobalto frente a otras armas nucleares
Los productos de fisión son más mortales que el cobalto activado por neutrones en las primeras semanas después de la detonación. Después de uno a seis meses, los productos de fisión, incluso de un arma termonuclear de alto rendimiento, se descomponen a niveles tolerables por los humanos. El arma termonuclear de tres etapas (fisión-fusión-fisión) de gran rendimiento es, por lo tanto, automáticamente un arma de guerra radiológica, pero su caída es mucho más rápida que la de una bomba de cobalto. Las consecuencias de una bomba de cobalto, por otro lado, dejarían a las áreas afectadas efectivamente atrapadas en este estado intermedio durante décadas: habitables, pero no seguras para una habitación constante. 
Inicialmente, la radiación gamma de los productos de fisión de una bomba de fisión-fusión-fisión de tamaño equivalente es mucho más intensa que la Co-60: 15 000 veces más intensa en 1 hora; 35 veces más intenso a 1 semana; 5 veces más intenso a 1 mes; y casi igual a los 6 meses. A partir de entonces, los niveles de radiación de las consecuencias de los productos de fisión disminuyen rápidamente, de modo que las consecuencias de Co-60 son 8 veces más intensas que la fisión al año y 150 veces más intensas a los 5 años. Los isótopos de larga vida producidos por la fisión superarían al 60Co nuevamente después de unos 75 años.
Teóricamente, un dispositivo que contiene 510 toneladas métricas de Co-59 puede extender 1 g del material a cada km2 de la superficie de la Tierra (510 000 000 km²). Si se supone que todo el material se convierte en Co-60 con una eficiencia del 100 % y si se extiende uniformemente por la superficie de la Tierra, es posible que una sola bomba mate a todas las personas en la Tierra. Sin embargo, de hecho, la conversión completa del 100 % en Co-60 es poco probable; un experimento británico de 1957 en Maralinga mostró que la capacidad de absorción de neutrones de Co-59 era mucho más baja de lo previsto, lo que resulta en una formación muy limitada de isótopos de Co-60 en la práctica. 
Además, otro punto importante al considerar los efectos de las bombas de cobalto es que la deposición de las precipitaciones ni siquiera es a lo largo del camino a favor del viento desde una detonación, por lo que habrá áreas relativamente no afectadas por las precipitaciones y lugares donde hay precipitaciones inusualmente intensas, para que la Tierra no quede universalmente sin vida por una bomba de cobalto. Las consecuencias y la devastación después de una detonación nuclear no aumentan linealmente con el rendimiento explosivo (equivalente a toneladas de TNT). Como resultado, el concepto de «exageración» —la idea de que uno simplemente puede estimar la destrucción y las consecuencias creadas por un arma termonuclear del tamaño postulado por el experimento mental de «bomba de cobalto» de Leo Szilard extrapolando de los efectos de las armas termonucleares de las armas más pequeñas cede es falaz—.   

## Ejemplo de niveles de radiación contra el tiempo
Supongamos que una bomba de cobalto deposita intensas consecuencias causando una tasa de dosis de 10 siéverts (Sv) por hora. A esta tasa de dosis, cualquier persona sin protección expuesta a las consecuencias recibiría una dosis letal en aproximadamente 30 minutos (suponiendo una dosis letal media de 5 Sv). Las personas en refugios bien construidos estarían a salvo debido a la protección contra la radiación . 
- Después de una vida media de 5.27 años, solo la mitad del cobalto-60 habrá decaído, y la tasa de dosis en el área afectada sería de 5 Sv/hora. A esta tasa de dosis, una persona expuesta a la radiación recibiría una dosis letal en 1 hora.
- Después de 10 vidas medias (aproximadamente 53 años), la tasa de dosis habría disminuido a alrededor de 10 mSv/hora. En este punto, una persona sana podría pasar de 1 a 4 días expuesta a las consecuencias sin efectos inmediatos.
- Después de 20 vidas medias (aproximadamente 105 años), la tasa de dosis habría disminuido a alrededor de 10 μSv/hora. En esta etapa, los humanos podrían permanecer sin protección a tiempo completo ya que su dosis de radiación anual sería de aproximadamente 80 mSv. Sin embargo, esta tasa de dosis anual es del orden de 30 veces mayor que la tasa de exposición en tiempo de paz de 2.5 mSv/año. Como resultado, la tasa de incidencia de cáncer en la población sobreviviente probablemente aumentaría.
- Después de 25 vidas medias (aproximadamente 130 años), la tasa de dosis de cobalto-60 habría disminuido a menos de 0.4 μSv/hora (radiación de fondo natural) y podría considerarse insignificante.

## Descontaminación
En la práctica, es poco probable que la gente simplemente se siente y espere a que se complete la desintegración nuclear, ya que en todos los casos de consecuencias históricas, se ha producido la descontaminación de tierras valiosas. Esto se realiza con mayor frecuencia con el uso de equipos simples tales como vidrio de plomo cubierto con excavadoras y bulldozers, similares a las empleadas en el proyecto Lago Chagan. Al eliminar la fina capa de lluvia que cae sobre la superficie de la capa superior del suelo y enterrarla en una trinchera profunda junto con aislarla de las fuentes de agua subterránea, la dosis de rayos gamma en el aire se reduce en órdenes de magnitud. La descontaminación después del accidente de Goiânia en Brasil en 1987 y la posibilidad de una «bomba sucia» con Co-60, que tiene similitudes con el medio ambiente al que uno se enfrentaría después de que se hubieran resuelto las consecuencias de una bomba de cobalto de producción nuclear, ha provocado la invención de «recubrimientos de secuestro» y sorbentes baratos de fase líquida para Co-60 que ayudarían aún más en la descontaminación, incluida la del agua.

## Status-6 ruso
En 2015, se filtró accidental o deliberadamente una página de un aparente diseño de torpedo armado nuclear ruso. El diseño se tituló «Oceanic Multipurpose System Status-6». El documento declaraba que el torpedo crearía «amplias áreas de contaminación radioactiva, dejándolas inutilizables para actividades militares, económicas u otras durante mucho tiempo». Su carga útil sería «muchas decenas de megatones en rendimiento». El periódico del gobierno ruso Rossíiskaya Gazeta especuló que la ojiva sería una bomba de cobalto. No se sabe si el Status-6 es un proyecto real o si se trata de desinformación rusa. En 2018, la Revisión anual de la postura nuclear del Pentágono declaró que Rusia está desarrollando un sistema llamado «Sistema multipropósito oceánico Status-6». Si Status-6 existe, no se sabe públicamente si el diseño filtrado de 2015 es exacto, ni si el reclamo de 2015 de que el torpedo podría ser una bomba de cobalto es genuino.

## En la cultura popular
- En la novela de Nevil Shute On the Beach (1957), las bombas de cobalto se mencionan como la causa de la radiactividad letal que se acerca a Australia. La bomba de cobalto era un símbolo de la arrogancia del hombre.[23]
- En la comedia negra Dr. Strangelove, o: Cómo aprendí a dejar de preocuparme y amar la bomba (1964), se emplea un tipo de bomba con sal de cobalto, que utiliza específicamente un compuesto llamado «Cobalt-Thorium G» con un mecanismo Dead Hand, por la Unión Soviética como un elemento disuasivo nuclear del «Día del Juicio Final»: si el sistema detecta cualquier ataque nuclear, el dispositivo del día del juicio final se desatará automáticamente. Con un momento desafortunado, un desquiciado general estadounidense se amotina y ordena un ataque contra la URSS antes de que el dispositivo secreto soviético, ya activado, pueda ser presentado al mundo. Un bombardero estadounidense pilotado por un equipo desafortunado e ignorante llega a su objetivo; El mecanismo Dead Hand funciona según lo diseñado e inicia un holocausto nuclear mundial. En la película, el embajador soviético dice: «Si toman, digamos, cincuenta bombas H en el rango de cien megatones y las cubren con Cobalt-Thorium G, cuando exploten producirán un sudario del fin del mundo. ¡Una nube letal de radiactividad que rodeará la tierra durante noventa y tres años!». [24]
- En la película Goldfinger de James Bond (1964), el personaje del título le informa a Bond que tiene la intención de encender un dispositivo atómico "particularmente sucio" usando «cobalto y yodo»[25] en el depósito de lingotes de Estados Unidos en Fort Knox como parte de la Operación Grand Slam, un plan destinado a contaminar el oro en Fort Knox para aumentar el valor del oro que ha estado almacenando.
- En el cuarto acto del clásico episodio de Star Trek titulado Obsession (1967), el alférez Garrovick se refiere a 10 000 bombas de cobalto que no equivalen al poder de menos de una onza de antimateria.
- En Beneath the Planet of the Apes (1970), el personaje principal, al ver que la gente subterránea adora una bomba gigante que puede destruir el mundo, comenta que «finalmente construyeron una con una carcasa de cobalto» en referencia a una bomba de cobalto que podría acabar con el mundo
- En la novela de Tom Clancy The Sum of All Fears (1991) se observa que las bombas nucleares tácticas de la Fuerza Aérea de Israel pueden equiparse opcionalmente con chaquetas de cobalto «para envenenar un paisaje para todo tipo de vida en los años venideros».[26]
- En el videojuego Metro Exodus (2019), el jugador visita la ciudad rusa de Novosibirsk, que fue golpeada con al menos una ojiva de cobalto durante una guerra nuclear mundial en el año 2013, lo que resultó en niveles catastróficos de radiación y fácilmente es el área más irradiada en los tres juegos de Metro. Si bien la ciudad queda en pie en gran medida incluso veinte años después de la detonación de la ojiva de cobalto, la radiación en la ciudad es tan letal que incluso con trajes de gabinete llenos de plomo, el jugador solo puede pasar unos minutos en la superficie antes de recibir cantidades letales de envenenamiento por radiación. Durante su visita, el jugador descubre que los sobrevivientes del ataque sobrevivieron bajo tierra durante diecinueve años, pero solo debido a las constantes inyecciones de medicamentos antirradiación.
- En el videojuego Detroit: Become Human (2018), el jugador tiene la opción de detonar una bomba de cobalto improvisada durante cierto final del juego. La detonación de la bomba da como resultado que los humanos evacuen la ciudad ahora irradiada de Detroit y el área a 50 millas a la redonda, aunque prometen recuperarla de los androides en el futuro. Dependiendo de las acciones del jugador, la ciudad se deja vacía o los androides la reclaman para sí.